# Subotica (Aleksandrovac)
Pour les articles homonymes, voir Subotica (homonymie).
Subotica (en serbe cyrillique : Суботица) est un village de Serbie situé dans la municipalité d'Aleksandrovac, district de Rasina. Au recensement de 2011, il comptait 636 habitants.

## Démographie
| 1948  | 1953  | 1961 | 1971 | 1981 | 1991 | 2002 | 2011 |
| ----- | ----- | ---- | ---- | ---- | ---- | ---- | ---- |
| 1 017 | 1 067 | 995  | 916  | 851  | 838  | 715  | 636  |

|  |